# Szóma Júki
Szóma Júki (相馬 勇紀) (Tokió, 1997. február 25. –) japán válogatott labdarúgó.

## Klub
A labdarúgást a Nagoya Grampus csapatában kezdte.

## Nemzeti válogatott
2019-ben debütált a japán válogatottban. A japán válogatottban 3 mérkőzést játszott.

## Statisztika
| Japán válogatott | Japán válogatott | Japán válogatott |
| Időszak          | Mérk.            | gól              |
| ---------------- | ---------------- | ---------------- |
| 2019             | 3                | 0                |
| Összesen         | 3                | 0                |